# Liceo N° 6 Francisco Bauzá
El Liceo N°6 Francisco Bauzá (en català: Liceu N°6 Francisco Bauzá), és un institut d'educació secundària d'Uruguai. Està situat en carrer Lucas Obes 896, Prado a Montevideo.
Numerat 6 dins el domini públic. El seu nom homenatja Francisco Bauzá, que va ser un professor, polític i escriptor uruguaià.
El liceu té una biblioteca.
Es dicten classes en quatre torns, que inclouen un torn nocturn amb pla per adultos.
El liceu és a prop de l'Estadi José Nasazzi i del Cercle de Tennis de Montevideo. Disposa d'una biblioteca, laboratoris, un pati i gimnàs.